# Горан Вишнич
Горан Вишнич (на хърватски: Goran Višnjić; на английски: Goran Visnjic) е хърватски актьор, номиниран за награда „Сателит“ и две награди на „Гилдията на филмовите актьори“. Известни филми с негово участие са „Добре дошли в Сараево“, „Миротворецът“, „Приложна магия“, „Цената на мълчанието“, „Ледена епоха“, „Електра“, „Спартак“, сериалите „Спешно отделение“, „Честни измамници“, „Пан Ам“, „Червената вдовица“ и други.

## Биография
Горан Вишнич е роден е на 9 септември 1972 г. в град Шибеник, Хърватия. Баща му Желко Вишнич е шофьор на автобус, майка му Милка е продавачка в магазин за хранителни стоки, има и по-възрастен брат на име Йоско. Едва на 9 години стъпва на сцената за първи път, с участието си в детската трупа на драматичния театър в Шибеник.
Вишнич служи първо като парашутист в югославската армия, а след избухването на войната в Югославия се записва в хърватската армия. След приключване на военната си служба е приет да следва в Академията за драматични изкуства в Загреб. На двадесет и една години става водещ актьор в Хърватския национален театър.
Вишнич е женен за хърватската скулпторка Ева Вишнич (рождено име Ивана Върдоляк), дъщеря на режисьора Антун Върдоляк. Двойката има три деца: Тин, осиновен през 2007 г. и кръстен на хърватския поет Тин Уевич, Вивиън, родена през 2009 г. и осиновена през 2013 г., и биологичен син Виго, роден през 2011 г. Вишнич признава и бащинство на дъщеря на име Лана, родена през 2007 г. Семейството им живее в Лос Анджелис, също така притежават дом и лодка на хърватския остров Хвар.
Вишнич е деен в различни европейски и американски движения за защита на правата на животните и се появява на снимки заедно с кучето си Бъгси в първата източноевропейска кампания на „PETA“, която е против носенето на дрехи с кожи от животни. Той е представител както на Международния фонд за хуманно отношение към животните и „Приятели на животните“ в Хърватия. Оказва и съдействие на редица малки животински спасителни организации в южната част на Калифорния. Той също подкрепя редица лечебни заведения в Хърватия чрез даряването на пари или оборудване. Вишнич се поява в американската благотворителна програма „Stand Up to Cancer“.

## Кариера
Вишнич е забелязан от американски продуценти и започва да получава покани за Холивуд. През 1997 г. получава роля в „Добре дошли в Сараево“ на режисьора Майкъл Уинтърботъм. Следва роля в „Миротворецът“, в който си партнира с Джордж Клуни и Никол Кидман. Междувременно взима участие в театрални постановки и в хърватски кино продукции.
През 1999 г. започва да играе в популярния сериал „Спешно отделение“ в ролята на доктор Лука Ковач. През 2001 г. Горан Вишнич се снима в „Цената на мълчанието“, където негова партньорка е Тилда Суинтън. Филмът получава номинация за награда „Златен глобус“. През 2004 г. изпълнява главната роля във филма „Спартак“, сниман в България.